# 目黒区立菅刈小学校
目黒区立菅刈小学校（めぐろくりつすげかりしょうがっこう）は、東京都目黒区青葉台にある公立小学校。最寄り駅は池尻大橋駅・中目黒駅。菅刈公園が近くにあり、自然は他に比べると豊か。

## 沿革
- 1875年（明治8年）5月15日 - 上目黒村215番地に第二中学区第十七番公立小学菅刈学校として設立

## 著名人
- 徳光和夫[1]
- 小宮山宏
- 白田佳子
- 織田哲郎